# Anarchias longicaudis
Anarchias longicaudis és una espècie de peix de la família dels murènids i de l'ordre dels anguil·liformes.

## Distribució geogràfica
Es troba a l'Atlàntic oriental central.